# ايكسودوبورس فروستي
والمعروفة باسم بوليطية فروست أو بولييطة التفاح، هو نوع من الفطريات أول وصف علمي كان في عام 1874. عضو في اسرة بوليطية، والفطر ايُنتج بواسطة فطريات لها أنابيب ومسام بدلا من الخياشيم على السفلي من قبعاتهم.  تتوزع  في شرق الولايات المتحدة من ولاية ماين إلى جورجيا وأريزونا، وجنوبا إلى المكسيك وكوستاريكا. وعادة ما يتم العثور على الأنواع مايكورهيزال وُجدت بشكل متزايد قرب أشجار الخشب الصلب، وخاصة البلوط.
ويمكن التعرف على هذه الفطريات بواسطة قبعاتهم الحمراء الداكنة اللزجة، المسام حمراء، ونمط يشبه شبكة من الساق، والصبغة الزرقاء كرد فعل لإصابة الأنسجة. وهناك سمة أخرى للأجسام اليافعة والرطبة هي قطرات بلون العنبر تنضح على سطح المسام. على الرغم من أن الفطر صالح للأكل، فعموما لا ينصح للاستهلاك بسبب مخاطر الخلط مع غيرها من بوليطية السامة الحمراء المسامي وكدماتها ايضاً زرقاء . ويمكن التمييز بينها وبين غيرها من بوليطية بواسطة الختلافات في التوزيع، أنواع الأشجار المرتبطة بها، رد فعل الصبغة الزرقاء، أو التشكل. 

## الوصف النباتي

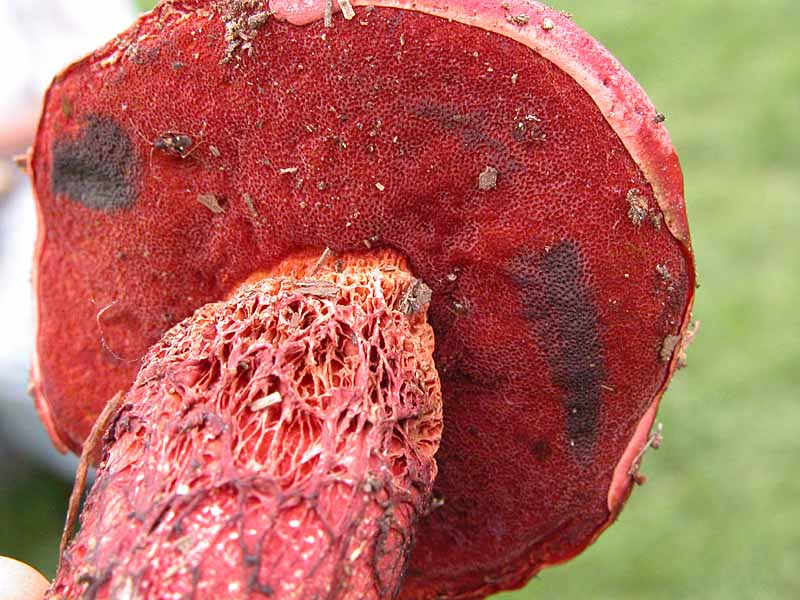
صورة الغشاء

شكل القبعة للفطر اليانع هو نصف كروي أو محدب، بعد ذلك يصبح محدباً وعريضاً إلى مسطح ومنخفص، بأبعاد من 5-15سم (2.0–5.9 إنش).

حافة القبعة للفطر تنحني داخلياً، ومع التقدم في العمر تصبح القبعة منسدلة وتتحول للأعلى.في معظم الحالات، سطح القبعة يكون لزج بسبب نوع البشرة، والتي مكونة من خيوط هلامية، إذا جف جسم الفطر بعد نزول المطر، تصبح سطح القبعة لامعاً،أحياناً تظهر بشكل صاف في حلقات الملونة(مثل المناطق السوداء تبدو وكأنها طين مشقق وجاف).الفطور اليانعة تملك زهور مائلة إلى البياض على سطح القبعة.